# Glaukonit
Glaukonit (prema grč. γλαυϰός: plavkastozelenkast) je magnezijsko-aluminijski hidrotinjac s prijelazima do seladonita.

## Hidrotinjci
Hidrotinjci je skupni naziv za vrlo sitne čestice (reda veličine glinenih čestica) koje su bitne sastavnice šejlova (glinenih škriljevca) i slične tinjcima (liskunima). Riječ je o filosilikatima koji se od tinjaca razlikuju manjom zamjenom silicija s aluminijem u tetraedrima. Moguće su interstratifikacije s montmorilonitom, kao i neuređenost u slaganju strukturnih slojeva. Među varijetetima se obično izdvajaju: 
- ilit, K1–1,5Al4(Si7–6,5Al1–1,5O20)(OH)4, kojim se često označava cijela skupina,
- glaukonit, koji je magnezijsko-aluminijski hidrotinjac s prijelazima do seladonita, koji je gotovo bez aluminija.

Prijelazni se oblici često označavaju kao hidromuskorit, hidrobiotit, hidroparagonit i teško ih je točno okarakterizirati. Hidrotinjci su tipični produkti trošenja (izluživanja) primarnih silikata, ali postoje naznake nastanka i iz koloidnih otopina agradacijom.

## Zelena zemlja
Zelena zemlja je pigment koji nastaje u prirodi raspadanjem augita, i ima je u velikim količinama oko talijanskog grada Verone, po kome se često naziva veronska zemlja. Svojstven je po hladnom, plavičasto zelenom tonu. Posjeduje svestranu otpornost. Kao uljana boja priprema se s većom količinom veziva, sporije suši, slabe je pokrivne moći a osušeni premaz je mek i elastičan. Koristi se u svim slikarskim tehnikama. Radi intenziviranja obojenosti, zelenoj zemlji se dodaju kromov oksid ili kromov hidroksid.
Zelena zemlja, poznata i kao terra verde ili veronska zelena, je anorganski pigment dobiven iz minerala seladonita i glaukonita. Njegova kemijska formula je K[(Al, FeIII), (FeII, Mg](AlSi3,Si4)010(OH)2.
Zelena zemlja koju su prvi koristili stari Rimljani otkrivena je na zidnim slikama Pompeja i Dura-Europosa. Renesansni slikar i pisac Cennino Cennini tvrdio je da se "drevni nikada nisu pozlatili, osim ovim zelenim" koja se koristila kao podloga. U srednjem vijeku, jedna od njegovih najpoznatijih primjena bila je premazivanje boje tonova tijela. 
Visokokvalitetna ležišta mogu se naći u Engleskoj, Francuskoj, Cipru, Njemačkoj i u Monte Baldu kod Verone u Italiji. Boja se kreće od neutralne žute zelene do svijetlo zelenkaste do tamno mat maslinasto zelene.

## Vanjske poveznice
|  | Zajednički poslužitelj ima još gradiva o temi Glaukonit |